# Florian Kratschmer von Forstburg

Florian Kratschmer von Forstburg

Florian Kratschmer, seit 1908 Ritter von Forstburg (* 20. April 1843 in Giebau, Mähren; † 11. Juni 1922 in Wien) war ein österreichischer Militärarzt und Hygieniker.

## Leben

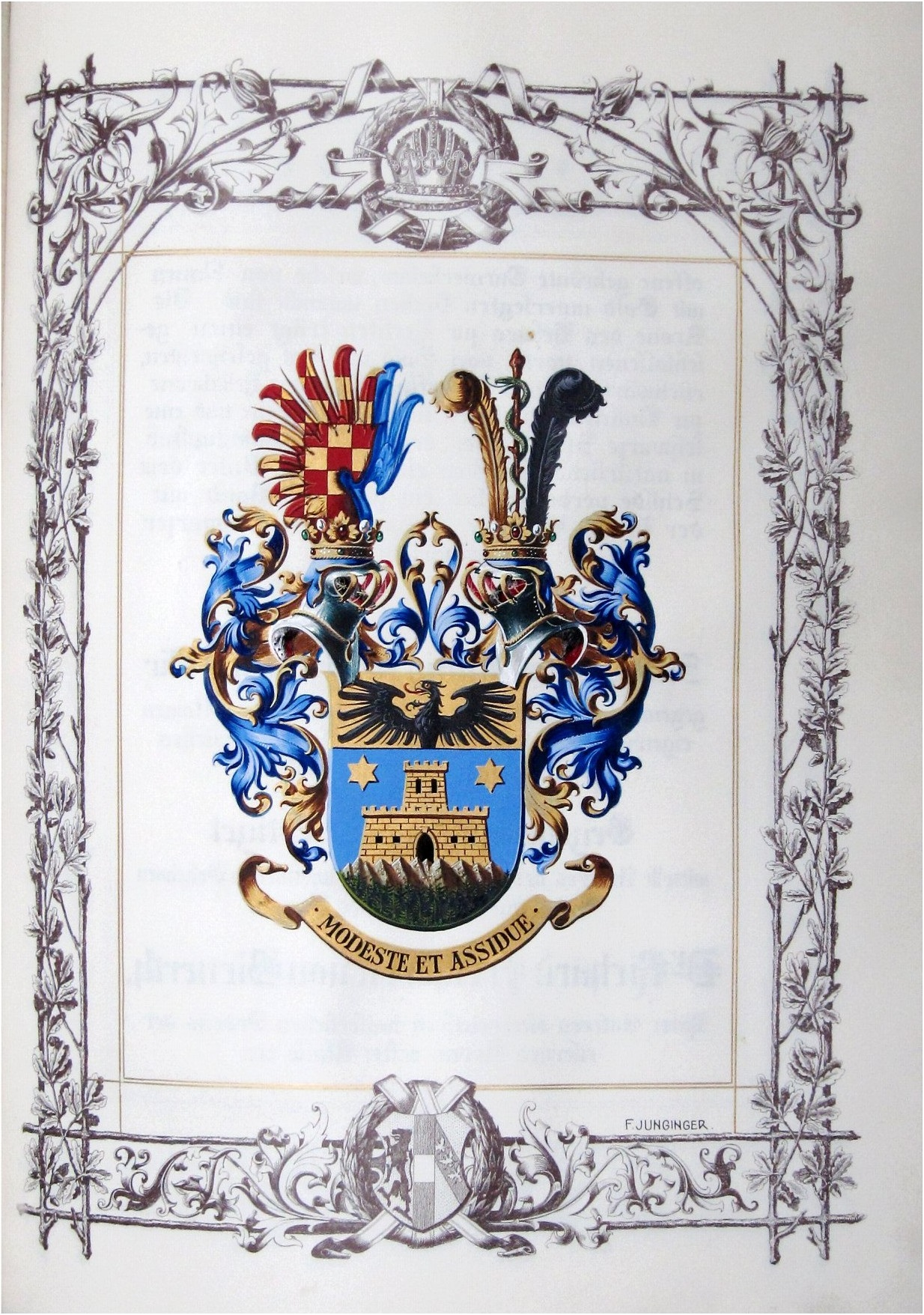
Das 1908 anlässlich der Nobilitierung an Florian Kratschmer Ritter von Forstburg verliehene Wappen

Kratschmer wurde als Sohn eines Webers geboren. Nach dem Studium an der k.k. medizinisch-chirurgischen Josephs-Academie in Wien wurde er 1869 zum Doktor der Medizin promoviert. Anschließend erhielt er eine Anstellung als Assistent am Wiener Garnisonsspital und war danach bis 1874 im Laboratorium der Josephs-Academie tätig. Im Jahre 1876 wurde er Mitglied des Militärärztlichen Sanitätskomitees und des Obersten Sanitätsrates. Ab 1877 wirkte Kratschmer als Privatdozent für forensische und hygienische Chemie an der Universität Wien und übernahm nach dem Tode von Josef Nowak 1886 als Supplent dessen Lehrstuhl für Hygiene. Zwei Jahre später wurde er zum Außerordentlichen Professor ernannt. Im Jahre 1900 wurde Kratschmer Kommanditist der neuen militärärztlichen Applikationsschule. Ab 1901 stand er dem Sanitätskomitee und Obersten Sanitätsrat als Präses vor. 1903 ernannte ihn die Wiener Universität zum ordentlichen Professor für medizinische Chemie und Hygiene. Er war der erste Militärarzt in diesem Amt. Im Jahre 1908 erfolgte seine Nobilitierung zum Ritter von Forstburg. Kratschmer von Forstburg wurde 1909 zum Generaloberstabsarzt befördert und zum Chef des militärärztlichen Offizierskorps berufen. Im Jahre 1911 trat er in den Ruhestand.
Seit 1912 war Florian Kratschmer Ehrenmitglied der Gesellschaft der Ärzte in Wien.
Sein ehrenhalber gewidmetes Grab befindet sich auf dem Döblinger Friedhof.

## Werk
Kratschmer von Forstburg erlangte vor allem durch seine Untersuchungen zu Trinkwasser und Lebensmitteln Bekanntheit. 1885 sprach er sich mit einem Gutachten erfolgreich gegen die Verwendung von Donauwasser für die Wiener Trinkwasserversorgung aus. Seine besondere Förderung galt der militärärztlichen Applikationsschule. Er veröffentlichte 35 wissenschaftliche Arbeiten.

## Publikationen (Auswahl)
- Eine leicht ausführbare Methode zur Untersuchung des Genußwassers, 1876–1881, 2. Aufl.
- Die wichtigsten Geheimmittel und Specialitäten, 1888
- Über die hygienische Bedeutung der Kochkunst (Volksschriften der Österreichischen Gesellschaft für Gesundheitspflege, Heft 3), 1896
- mit Emanuel Senft: Mikroskopische und mikrochemische Untersuchung der Harnsedimente, 1901–1909, 3. Aufl. darunter eine in Tschechisch
  - 2. Auflage
- Lehrbuch der Somatologie und Hygiene für Militärbildungsanstalten, 1902
- Taschenbuch für praktische Untersuchungen der wichtigsten Nahrungs- und Genußmittel, 1903–1919, 3. Aufl.